# Список умерших в 1386 году

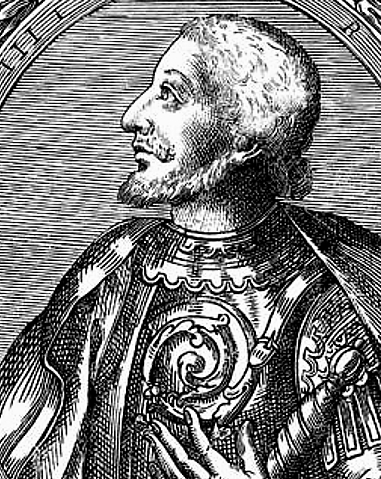
Карл III

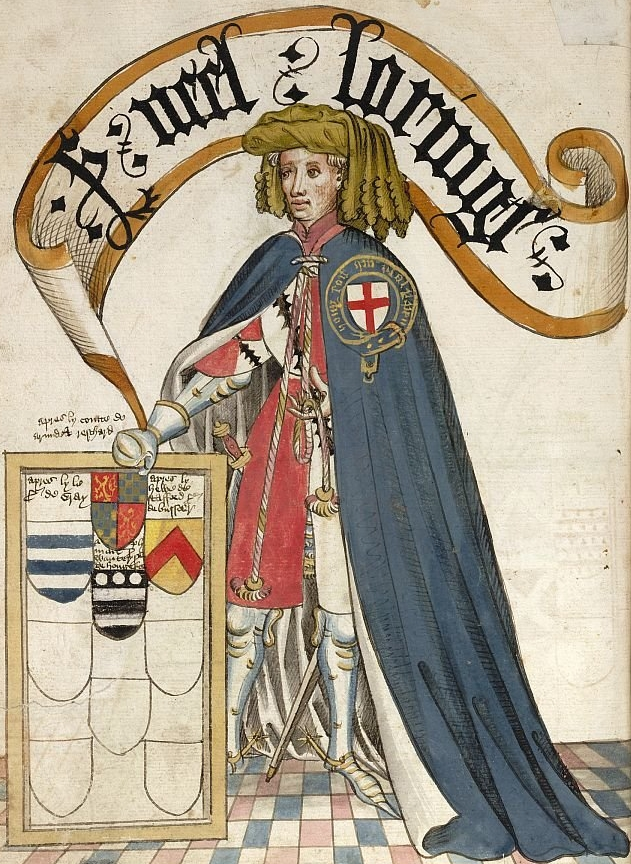
Нил Лоринг

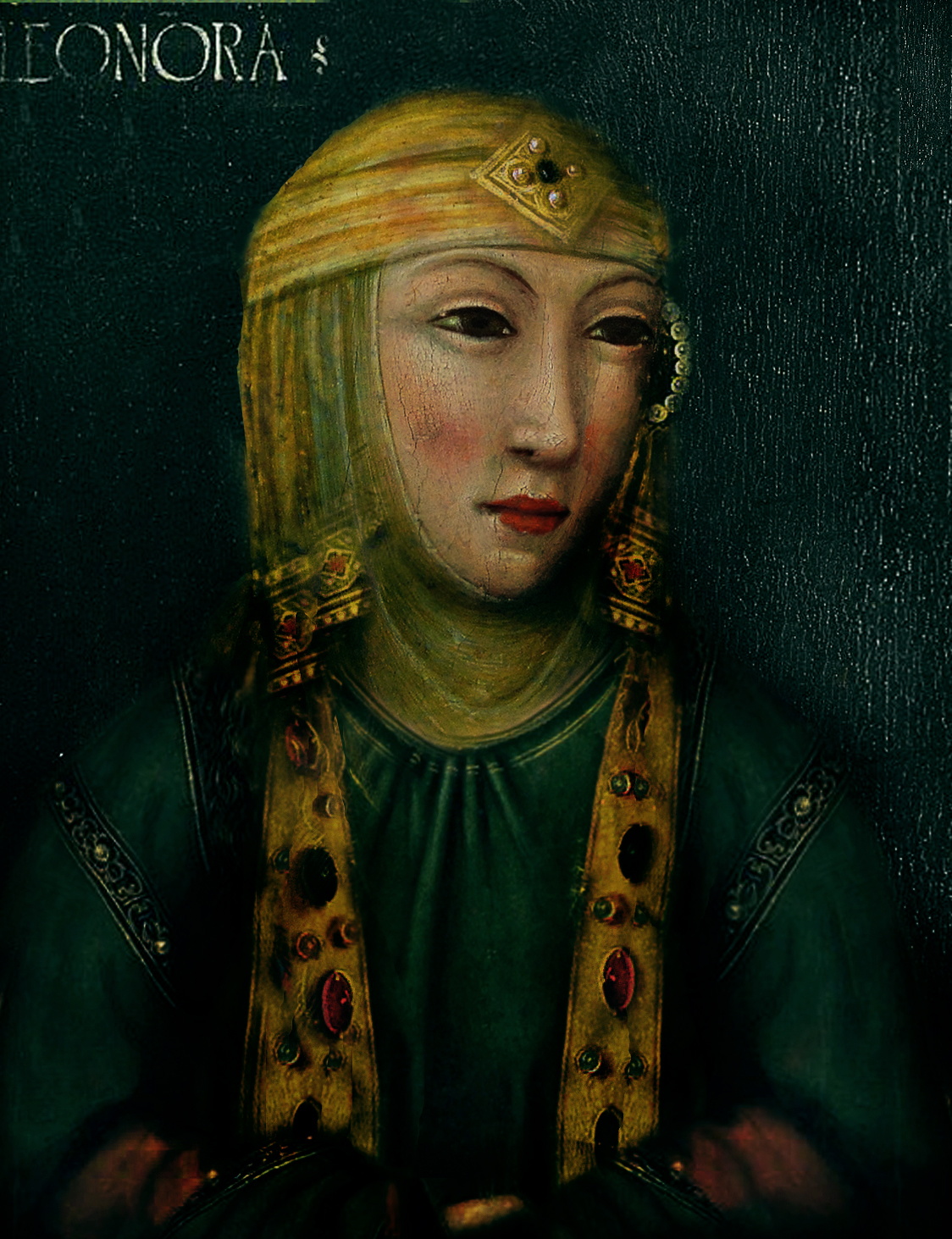
Леонора Теллеш де Менезеш

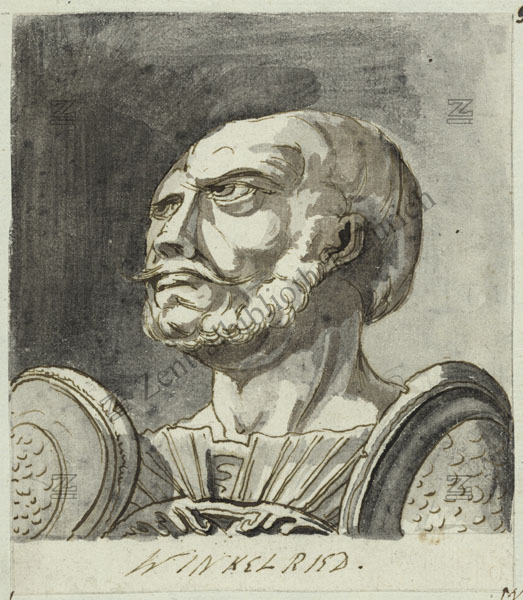
Арнольд фон Винкельрид

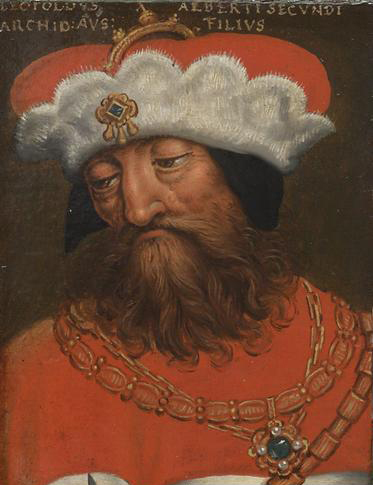
Леопольд III

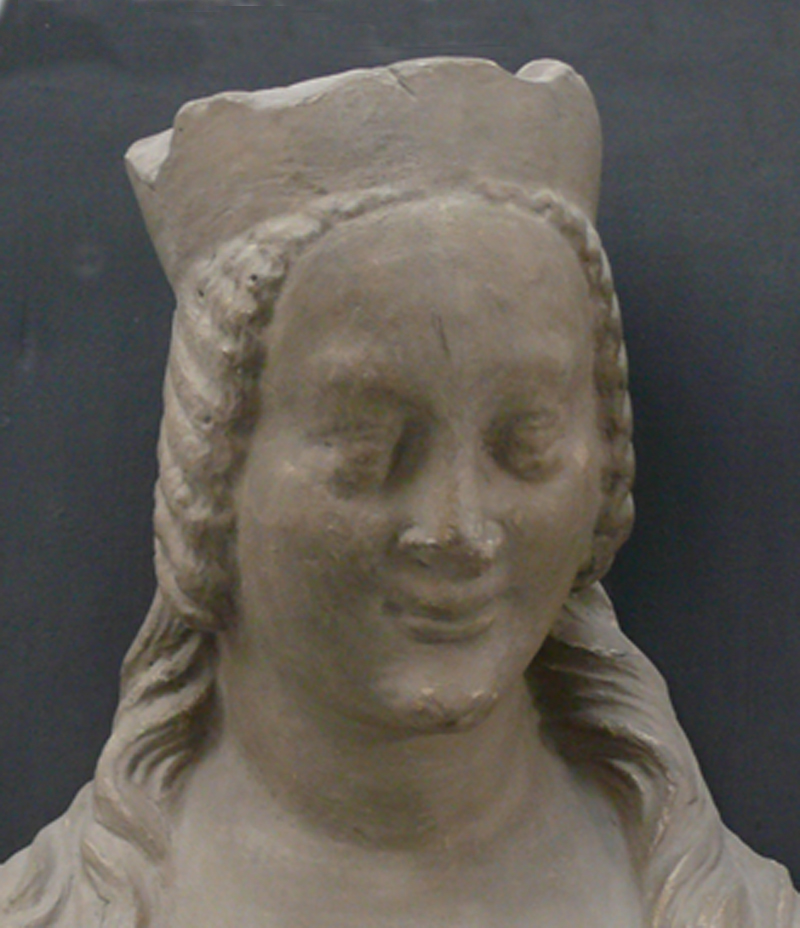
Иоганна Баварская

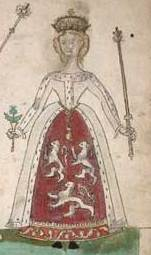
Ефимия де Росс

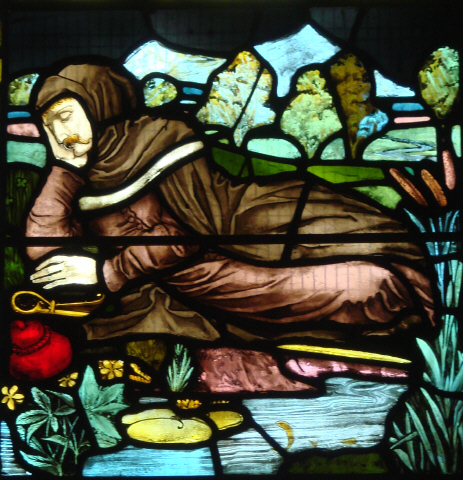
Уильям Ленгленд

В этой статье представлен список известных людей, умерших в 1386 году.
См. также: Категория:Умершие в 1386 году

## Январь
- 19 января — Джованни да Амелиа, католический прелат, архиепископ Корфу (1376—1378), кардинал-священник с титулом церкви Санта-Сабина (с 1378); участник заговора против Римского папы Урбана VI.
- 29 января — Уильям Бардольф (36) — английский аристократ, 4-й барон Бардольф (1363—1386).

## Февраль
- 24 февраля — Карл III Малый — король Неаполя (1382—1386), король Венгрии (1385—1386), князь Ахейский (1383—1386) из Анжуйской династии, умер от ран в результате заговора Елизаветы Боснийской

## Март
- 18 марта — Нил Лоринг — английский рыцарь, один из основателей ордена Подвязки.
- 24 марта — Жан I Оверньский — граф Оверни и Булони (1361—1386)

## Апрель
- 1 апреля — Джеймс де Одли (73) — английский аристократ и крупный землевладелец, 2-й барон Одли (1316—1386).
- 4 апреля — Джон Ботетур — английский аристократ, 2-й барон Ботетур (1384—1386).
- 27 апреля — Леонора Теллеш де Менезеш — королева-консорт Португалии (1371—1383), жена Фернанду I, регент Португалии (1383—1384).
- 29 апреля:
  - Иван Васильевич — княжич, сын Василия Ивановича Брянского, племянник Святослава Ивановича Смоленского; погиб в битве с литовцами на реке Вихре;
  - Святослав Иванович — великий князь Смоленский (1359—1386); погиб в битве с литовцами на реке Вихре.

## Июль
- 9 июля:
  - Арнольд фон Винкельрид — легендарный швейцарский народный герой, борец за независимость от Габсбургов, участник битвы при Земпахе; погиб в бою;
  - Леопольд III (34) — герцог Австрии (1365—1379), герцог Штирии, Каринтии, граф Тироля и  Передней Австрии (1365—1386), основатель Леопольдинской линии габсбургского дома; погиб в битвы при Земпахе;
  - Отто I — маркграф Баден-Хахберга (1369—1386); погиб в битвы при Земпахе.
- 25 июля — Миклош I Гараи — влиятельный венгерский государственный деятель при короле Людовике I и королеве Марии Венгерской, бан Мачвы (1359—1375), палатин Венгрии (1375—1385); убит в бою с хорватами.

## Август
- 29 августа — Генри Фицхью — английский аристократ, 2-й барон Фицхью (1336—1386).

## Сентябрь
- 26 сентября — Уолтер Фицуолтер (41) — английский аристократ, 4-й барон Фицуолтер (1361—1386); погиб в море.

## Октябрь
- 1 октября — Дан I — воевода Валахии (1383—1386); погиб в битве.
- 16 октября — Хьюго де Стаффорд — 3-й Барон Стаффорд и 2-й Граф Стаффорд (1372—1376), 3-й барон Одли (1358—1386).
- 28 октября — Синибальдо I Орделаффи — итальянский кондотьер, сеньор Форли (1376—1386).

## Ноябрь
- Виоланта Висконти — представительница дома Висконти, дочь Галеаццо II Висконти.

## Декабрь
- 29 декабря — Жак Ле Гри  — французский рыцарь, приближённый Пьера II, графа Алансона, известный в первую очередь благодаря своему поединку с Жаном де Карружем; убит во время поединка.
- 31 декабря — Иоганна Баварская — дочь герцога Альберта I Баварского, курфюрстина-консорт Бранденбурга (1373—1378), королева-консорт Чехии (1378—1386) и Германии (1376—1386), жена короля Вацлава IV.

## Дата неизвестна или требует уточнения
- Барнаба да Модена, итальянский художник.
- Бальдассаре Бонаюти — итальянский хронист, политик и дипломат из Флоренции, один из летописцев Флорентийской республики, автор «Флорентийской хроники»[англ.] (итал. Cronaca fiorentina).
- Ефимия де Росс — королева-консорт Шотландии (1371—1386), жена короля Роберта II
- Ованес Воротнеци — армянский философ, педагог, церковный и политический деятель.
- Уильям Ленгленд — английский поэт, автор поэмы «Видение о Петре-пахаре».
- Джон I Макдональд — правитель Островов (1318—1386), первый лорд Островов (1336—1386), лорд Гарморан (1346—1386) и Лохабер (1376—1386).
- Маргарита Бжегская — дочь Людвика I Бжегского, герцогиня-консорт Баварии (1353—1386), жена Альбрехта I
- Муса — маринидский султан Марокко (1384—1386)
- Тулунбек — дочь хана Золотой Орды Бердибека, жена темника и беклярбека Мамая, регент Золотой Орды (1370—1372) при хане Мухаммед Булаке,  жена хана Тохтамыша (1380—1386).
- Халил-бей Дулкадирид — правитель бейлика Дулкадир (1355—1386), убит по приказу мамлюкского султана Баркука.
- Эмир Таджеддин — основатель и правитель бейлика на севере Анатолии и династии, называемых по его имени Таджеддиногуллары.